# Beverly Aadland
Beverly Aadland (ur. 16 września 1942 w Los Angeles, zm. 5 stycznia 2010 w Lancaster) – amerykańska aktorka filmowa.

## Wybrana filmografia
- 1951: Śmierć komiwojażera jako dziewczyna
- 1958: Marjorie Morningstar jako tancerka
- 1958: Too Much Too Soon jako blondynka w studiu na przyjęciu
- 1958: Południowy Pacyfik jako pielęgniarka
- 1959: Cuban Rebel Girls jako Beverly Woods
- 1983: Errol Flynn: 'ortrait of a Swashbuckler jako ostatnia miłość Flynna (ona sama)
- 2007: Tasmanian Devil: The Fast and Furious Life of Errol Flynn jako ona sama

## Biografia
Była córką aktorki Florence Aadland. W 1961 poślubiła Maurice Jose de Leon, z którym się rozwiodła w 1964. W 1967 poślubiła Josepha E. McDonald z którym się rozwiodła w 1969. W 1970 poślubiła Ronalda Fishera, z którym miała córkę Aadlandę Joy Fisher (ur. 1980). Zmarła na niewydolność serca w wieku 67 lat.